# Tetranchyroderma heterotentaculatum
Tetranchyroderma heterotentaculatum är en djurart som tillhör fylumet bukhårsdjur, och som beskrevs av Chang och Lee 200. Tetranchyroderma heterotentaculatum ingår i släktet Tetranchyroderma och familjen Thaumastodermatidae. Inga underarter finns listade i Catalogue of Life.